# Jóvenes (Breslau)

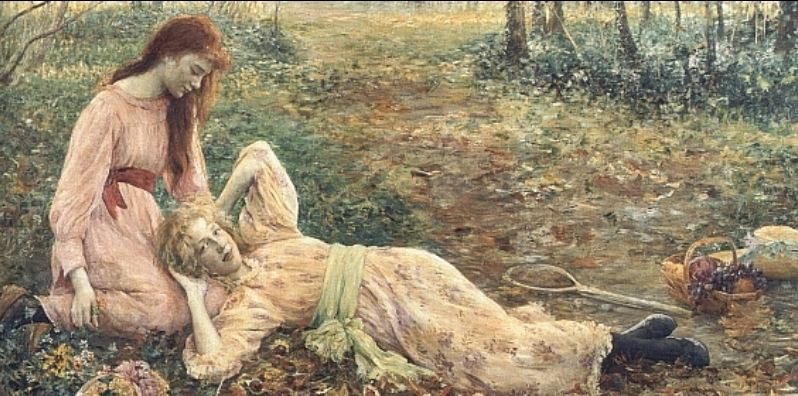
Louise Catherine Breslau, Jóvenes, 1890. Óleo sobre lienzo, 120 x 220 cm, presentado en el Museo Nacional Thyssen-Bornemisza en 2023 y 2024

Jóvenes (título original en francés : Gamines) es un cuadro de la pintora postimpresionista alemana Louise Catherine Breslau, cuya carrera tuvo lugar en París, en Francia.
La obra es un óleo sobre lienzo realizado en 1890.

## Descripción
Esta pintura al óleo sobre lienzo representa a dos niñas soñando y descansando en un huerto. La vegetación es abundante y su pose en traje primaveral es relajada.
Ocupan casi todo el ancho del lienzo a excepción de una raqueta de tenis abandonada que complementa el entorno idílico.

## Historia de la obra
Cuando esta obra se exhibió por primera vez en el Salón del Campo de Marte, en París en 1893, el crítico de arte del periódico L'Éclair la describió como la mejor y más importante obra de Louise Catherine Breslau.
Originalmente propiedad de la artista Madeleine Zillhardt, pareja de Breslau, el cuadro fue adquirido por el Estado francés ese mismo año por iniciativa del artista Pierre Puvis de Chavannes, entonces presidente de la Société Nationale des Beaux-Arts. 
Este gran formato (110x220)es icónico de la obrade Louise Catherine Breslau y representa su trabajo y su arte a través de colores claros de influencia impresionista, inspirándose en las técnicas del pastel del pintor Auguste Renoiro incluso, según algunos, en el mundo de Botticelli.
Es el primer cuadro del artista que representa una amistad, con una cierta sensualidad, entre dos mujeres.

## Conservación
Pertenece a la colección del Bibliothèque-Musée Inguimbertine Duplessis de Carpentras (Francia).

## Exposiciones
- 2018: Exposición À la recherche du style - 1850 à 1900. Museo Nacional Suizo de Zúrich[10]
- 2023: Exposición Maestras, del 31 de octubre de 2023 al 4 de febrero de 2024,[11] Museo Nacional Thyssen-Bornemisza de Madrid[12]

## Artículos relacionados
- Louise Catherine Breslau
- Madeleine Zillhardt
- Lesbianismo
- Cultura LGBT